# Ábsides de la Seo
Los ábsides de la catedral del Salvador de Zaragoza se levantan junto al muro de la Parroquieta. Solo se conservan los de la nave mayor y del lado del evangelio. El ábside del lado de la epístola fue derruido en el siglo XVIII para construir la sacristía mayor.
De estilo románico, están construidos con grandes sillares. En el central, el más grande de todos, se abren ventanales decorados con el ajedrezado jaqués típico de la época. El interior de este ábside no está abierto a visitas, aunque puede accederse a él por detrás del retablo mayor. Articulado sobre doce columnas, destaca su decoración con un completo programa iconográfico sobre la redención del hombre.
Los ábsides románicos fueron recrecidos en ladrillo en el siglo XV, gracias al mecenazgo del Papa Luna. Entre 1403 y 1408 fueron trabajados abriéndose tres amplios ventanes góticos.Se coronan con un cuerpo de aspecto almenado.
El ábside del lado del evangelio es de construcción más sencilla, de planta poligonal, arcos apuntados y decoración fina en cerámica.